# مركز موارد الدراسات النسائية
مركز موارد الدراسات النسائية (Women's Studies Resource Centre) هو مكتبة نسائية في أديلادل في جنوب أستراليا، المركز متخصص في الموارد المتعلقة بالمرأة لقطاع التعليم الإبتدائي والثانوي وطالبات ومعلمات المرحلة الثانوية وطالبات المرحلة الجامعية وموظفات التعليم التقني والتعليم العالي والجامعي والمجتمع العام.
في عام 2010 أشار مركز موارد الدراسات النسائية في مدونته إلي أن الإغلاق بات وشيكًا وبالفعل أغلق بشكل دائم في شباط/فبراير عام 2015.

## تاريخ مركز موارد الدراسات النسائية
بدأ المركز نتيجة للمؤتمر الوطني المعني تحيز الجنسي في التعليم الذي عقدته حركة تحرير المرأة في عام 1973 وما تلاه من دورات دراسية عن المرأة أنشئت في جامعتي فليندرز وأديلادل.
وعقدت إدارة التعليم مؤتمرًا بعنوان «المرأة في التعليم» يعكس اهتمامها بوضع النساء والفتيات في مجتمعنا. وسرعان ما أدرك المدرسون والطلاب المشاركون في الدورات الجديدة لدراسات المرأة نقص الموارد اللازمة لاحتياجاتهم.
وبدأت مجموعة من النساء من مختلف مجالات التعليم تجتمع في عام 1974 بهدف وضع منهج دراسي عن المرأة للمدارس الثانوية وجمع الموارد اللازمة لهذة الدورة.
وبمنحة من اللجنة الاستشارية الوطنية الأسترالية للسنة الدولية للمرأة، أنشئ مركز موارد دراسات المرأة في تموز/يوليه 1975، واحتفل بعامه الثلاثين في عام 2005 ولايزال مستمرًا حتي اليوم.
ويقع المركز ومحتوياته في مركز معلمي مدينة واتل بارك، ومدرسة أديلايد الثانوية للبنات في شارع غرت، فوق مقسم المعلومات النسائية في شارع كينتوري ومبني ليڤربول في شارع فليندرز، ويقع حاليًا في 64 شرفة بنغتون، أديلايد الشمالية.

## مجموعات المركز
يضم المركز مجموعة نسائية شاملة 17000 مادة، بما في ذلك أرشيف تحرير المرأة وتوفر غرفة تجميع ل«التحرير» الرسالة الإخبارية لتحرير المرأة في أديلايد التي وصفتها الحركة النسائية الأسترالية في أكسفور بإنها «واحدة من أهم مجموعات تحرير المرأة في البلاد»
وتشمل المجموعات سجلات من عدد من الجماعات النسائية الأسترالية بما في ذلك اللوبي النسائي الانتخابي، وهو مجموعة وطنية لجماعات الضغط أنشئت في عام 1972، وتنشر مجموعات محددة مثل "المرأة ضد الطاقة النووية، و"حملة المرأة للعمل من أجل الإجهاض"، و"المرأة تعمل من أجل مكافحة العنف العالمي".

## روابط خارجية
http://www.wsrc.org.au/ نسخة محفوظة 14 أكتوبر 2017 على موقع واي باك مشين.